# Kushkak
Kushkak é uma cidade do Afeganistão, localizada na província de Balkh.